# Суперкубок Ізраїлю з футболу 1971
Суперкубок Ізраїлю з футболу 1971 — 3-й розіграш турніру (8-й, включаючи неофіційні розіграші). Матч відбувся 18 вересня 1971 року між чемпіоном Ізраїлю клубом Маккабі (Нетанья) та володарем кубка Ізраїлю клубом Хакоах Маккабі Амідар.
| Володар Суперкубка Ізраїлю 1971 |
| ------------------------------- |
|                                 |
| Маккабі (Нетанья) Перший титул  |

## Матч

### Деталі
| 18 вересня 1971 |

| Маккабі (Нетанья)                     | 4:2 дч | Хакоах Маккабі Амідар             |
| ------------------------------------- | ------ | --------------------------------- |
| Ш.Бар 20' Аміра 41' Сарусі 107', 118' |        | Рубінштейн 45' Хефтель 48' (пен.) |

| ХаКуфса, Нетанья Глядачів: 10 000 Арбітр: Моше Ашкеназі |

|  |  |

| В                |  | Хаїм Левін         |  |                  |
| З                |  | Яков Шмуель        |  |                  |
| З                |  | Шрага Бар          |  |                  |
| З                |  | Шрага Тополанський |  |                  |
| З                |  | Ісраель Хаджадж    |  | Замінений        |
| ПЗ               |  | Єхошуа Гал         |  |                  |
| ПЗ               |  | Альберт Газаль     |  |                  |
| ПЗ               |  | Ефраїм Аміра       |  |                  |
| Н                |  | Авраам Сабу        |  |                  |
| Н                |  | Мордехай Шпіглер   |  |                  |
| Н                |  | Елізер Шломович    |  | Замінений        |
| Заміни:          |  |                    |  |                  |
| З                |  | Моше Йосеф         |  | Вийшов на заміну |
| Н                |  | Віктор Сарусі      |  | Вийшов на заміну |
| Головний тренер: |  |                    |  |                  |
| Шмулік Перлман   |  |                    |  |                  |

| В                |  | Урі Ніцан       |  | Замінений        |
| З                |  | Шніцер          |  |                  |
| З                |  | Епхраїм Піттель |  |                  |
| З                |  | Шломо Хепнік    |  | Замінений        |
| З                |  | Данні Хефтель   |  |                  |
| ПЗ               |  | Аарон Шурук     |  |                  |
| ПЗ               |  | Ашер Мессінг    |  |                  |
| ПЗ               |  | Гідеон Шерер    |  | Замінений        |
| Н                |  | Моше Єхіель     |  |                  |
| Н                |  | Зві Фаркас      |  |                  |
| Н                |  | Іцхак Інхі      |  |                  |
| Заміни:          |  |                 |  |                  |
| В                |  | Данні Мано      |  | Вийшов на заміну |
| З                |  | Шаул Коен       |  | Вийшов на заміну |
| ПЗ               |  | І.Зві           |  | Вийшов на заміну |
| Головний тренер: |  |                 |  |                  |
| Елізер Шпігель   |  |                 |  |                  |